# Crise politique allemande de 2024
La crise politique allemande de 2024 survient le 6 novembre 2024, lorsque le chancelier fédéral social-démocrate Olaf Scholz limoge le ministre fédéral des Finances libéral Christian Lindner, provoquant la rupture de sa coalition.
Cette décision intervient à la suite d'un désaccord relatif à la politique économique et budgétaire et fait suite à de nombreuses tensions au sein de la coalition « en feu tricolore » qui gouverne l'Allemagne depuis 2021. Cinq semaines plus tard, Olaf Scholz se soumet au vote de confiance des députés, qu'il perd comme prévu afin de pouvoir dissoudre le Bundestag et convoquer des élections anticipées le 23 février 2025.

## Contexte

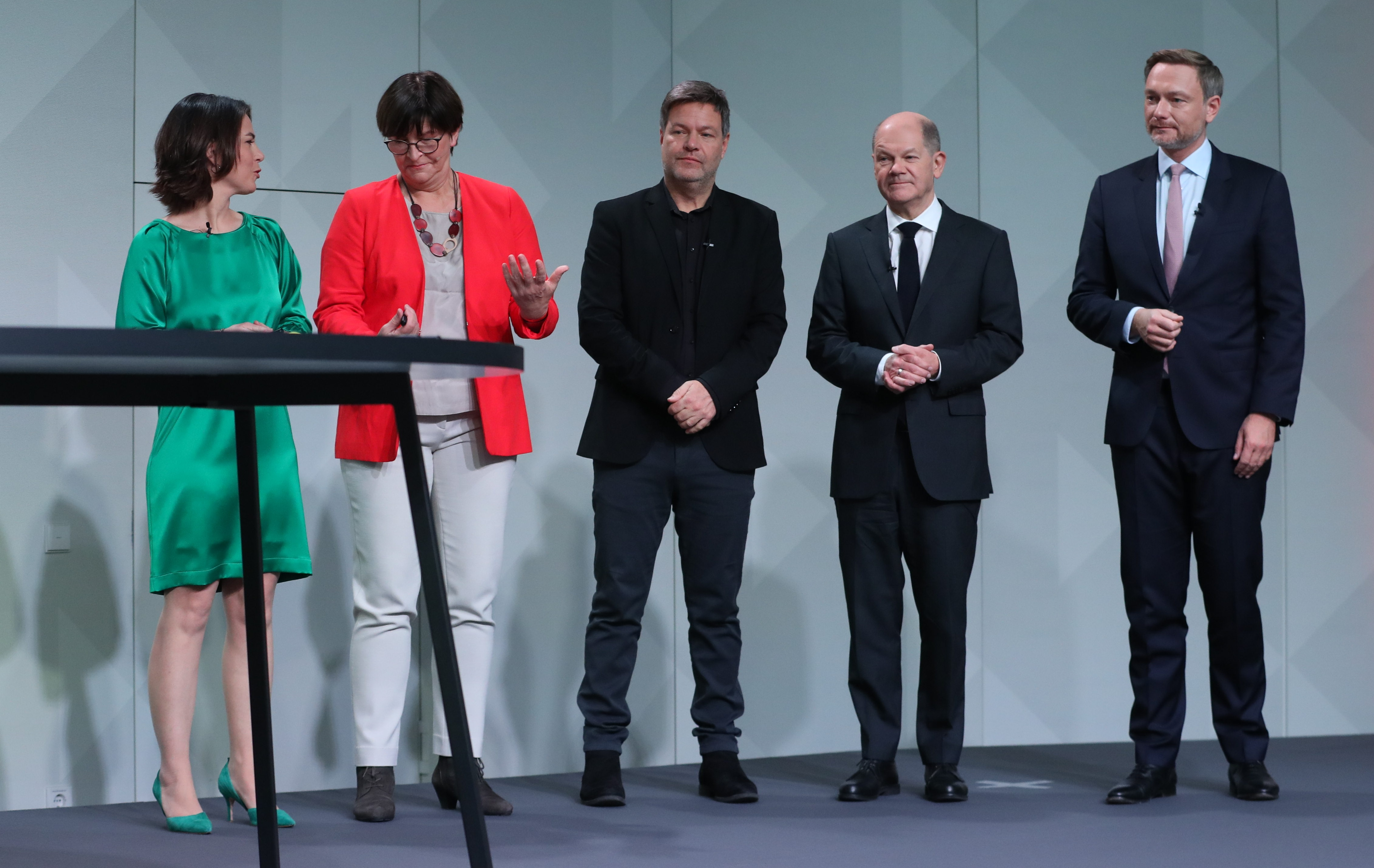
Le SPD, les et le FDP forment en décembre 2021 la première coalition « en feu tricolore » fédérale.

À la suite des élections fédérales de 2021, remportées à la majorité relative par le Parti social-démocrate (SPD) d'Olaf Scholz, un gouvernement fédéral de coalition se met en place en décembre sous l'autorité de ce dernier. Il rassemble, outre le SPD, Les Verts (Grünen) et le Parti libéral-démocrate (FDP). Cette coalition « en feu tricolore » est une première au niveau fédéral.
Le SPD et les Grünen sont situés au centre gauche, tandis que le FDP évolue au centre droit. Cette différence idéologique conduit, dès les débuts de la coalition, à l'expression de désaccords,, notamment dans les domaines du budget, de l'écologie ou des services sociaux, qui ont généré le blocage de l'action gouvernementale. Parallèlement, l'Allemagne s'est enfoncée dans une crise économique, rendant l'exécutif impopulaire.
En novembre 2023, le Tribunal constitutionnel fédéral a prononcé l'inconstitutionnalité partielle de la loi de finances pour 2023. Il a considéré que la technique ayant consisté à affecter une partie de la dette contractée pour faire face à la pandémie de Covid-19 mais non-dépensée dans un fonds spécial pour la lutte contre le changement climatique était contraire à la Loi fondamentale, générant un déficit inattendu de 60 milliards €. Les mesures prises pour le corriger ont entraîné notamment des protestations dans le monde agricole, accentuant l'impopularité du gouvernement,,.
Le ministre fédéral de l'Économie et du Climat écologiste Robert Habeck propose en octobre 2024 d'instituer un nouveau fonds spécial pour soutenir les investissements privés financé par l'endettement public, ce qui serait incompatible avec le mécanisme constitutionnel de « frein à l'endettement ». En réaction, le ministre fédéral des Finances libéral Christian Lindner rend public le 1er novembre une note de politique économique de 18 pages qui promeut l'arrêt de toute nouvelle réglementation, une baisse des impôts et des dépenses publiques, notamment celles destinées à la lutte contre le changement climatique.
Le SPD et les Grünen considérant cette note comme une « provocation » dont le contenu est incompatible avec l'accord de coalition, une réunion des chefs des partis et de leurs groupes parlementaires de la majorité parlementaire est convoquée le 6 novembre, en présence d'Olaf Scholz et Robert Habeck.

## Limogeage de Christian Lindner
Dans la soirée du 6 novembre, à l'issue de la rencontre au sommet de la coalition, le chancelier fédéral annonce qu'il va demander au président fédéral Frank-Walter Steinmeier de relever le ministre fédéral des Finances de ses fonctions. Le chef de l'État fédéral est en effet, selon la Loi fondamentale, la seule autorité pour ce faire.
Olaf Scholz s'explique en se disant contraint d'agir de la sorte, afin d'éviter de nuire à son pays et de maintenir la capacité du gouvernement à agir. Il précise que plus tôt dans la journée, il avait présenté à Christian Lindner une proposition pour combler le déficit budgétaire et avait fait face à un refus. Il annonce également son intention de poser la question de confiance au Bundestag le 15 janvier 2025, son échec prévisible devant permettre la convocation d'élections fédérales anticipées en 2025.
En réaction, les ministres fédéraux libéraux de la Justice Marco Buschmann et de l'Éducation Bettina Stark-Watzinger démissionnent, alors que le ministre fédéral des Transports Volker Wissing fait savoir qu'il quitte le Parti libéral et se maintient au gouvernement.
Le 7 novembre, Frank-Walter Steinmeier démet officiellement Christian Lindner et nomme en remplacement le social-démocrate Jörg Kukies, qu'il assermente dans la foulée, sur recommandation d'Olaf Scholz. Le choix d'un ancien banquier d'affaires pour diriger le ministère fédéral des Finances fait l'objet de critiques, par exemple de la députée et figure de la gauche radicale Sahra Wagenknecht.

## Développements ultérieurs
Les Unions chrétiennes (CDU/CSU) de centre droit, l'Alternative pour l'Allemagne (AfD) d'extrême droite et l'Alliance Sahra Wagenknecht (BSW) de gauche populiste appellent le chancelier à poser la question de confiance dès le mois de novembre 2024 et ne pas attendre ainsi deux mois supplémentaires,,.
Olaf Scholz indique son intention de solliciter l'aide de Friedrich Merz, chef de l'opposition et chef de file de la CDU/CSU, pour assurer l'adoption du budget fédéral et augmenter les dépenses militaires.
Le 10 novembre, le chancelier se déclare prêt à avancer la date du vote de confiance qu'il a annoncé vouloir solliciter et à l'organiser « avant Noël », à condition d'une entente en ce sens entre le SPD et la CDU/CSU. Un accord survient deux jours plus tard entre les sociaux-démocrates et les chrétiens-démocrates, qui prévoit l'organisation du vote de confiance le 16 décembre afin de tenir les élections le 23 février 2025. Comme prévu, Olaf Scholz perd le vote de confiance le 16 décembre par 394 voix contre, 207 voix pour et 116 abstentions. En conséquence, le président Steinmeier procède formellement le 27 décembre à la dissolution du Bundestag et à la convocation des élections fédérales au 23 février 2025.

## Sources et références
1. ↑  (en) Sophie Tanno, Sebastian Shukla et Olesya Dmitracova, « Germany’s normally stable government has collapsed. Here’s why », CNN,‎ 7 novembre 2024 (lire en ligne, consulté le 8 novembre 2024).
2. 1 2 3 4 5  (en) Sabine Kinkartz, « Germany's coalition government falls apart — how it happened », Deutsche Welle,‎ 6 novembre 2024 (lire en ligne, consulté le 8 novembre 2024).
3. ↑  (en) « German coalition government collapses as Scholz sacks his finance minister », Financial Times,‎ 6 novembre 2024 (lire en ligne, consulté le 8 novembre 2024).
4. 1 2  (en) Damien McGuinness, « Germany engulfed by political crisis as Scholz coalition falls apart », BBC,‎ 7 novembre 2024 (lire en ligne, consulté le 8 novembre 2024).
5. 1 2  (en) Sabine Kinkartz, « German government descends into crisis mode », Deutsche Welle,‎ 4 novembre 2024 (lire en ligne, consulté le 8 novembre 2024).
6. ↑  (de) Jan Rosenkranz et Veit Medick, « Lindner konfrontiert Koalition mit neuem Grundsatzpapier », Capital,‎ 1er novembre 2024 (lire en ligne, consulté le 8 novembre 2024).
7. ↑  (de) « Lindners Kampfansage an die eigene Koalition », Tagesschau,‎ 1er novembre 2024 (lire en ligne, consulté le 8 novembre 2024).
8. ↑  (en) Sophie Kiderlin et Matt Clinch, « Germany’s ruling coalition collapses as Chancellor Scholz fires finance minister », CNBC,‎ 6 novembre 2024 (lire en ligne, consulté le 8 novembre 2024).
9. ↑  (de) « Kanzler Scholz will im Januar Vertrauensfrage stellen », Tagesschau,‎ 7 novembre 2024 (lire en ligne, consulté le 8 novembre 2024).
10. ↑  (de) AFP, « FDP zieht alle Minister aus Regierung zurück », ZDF,‎ 7 novembre 2024 (lire en ligne, consulté le 8 novembre 2024).
11. ↑  (de) « Volker Wissing tritt aus der FDP aus und bleibt Verkehrsminister », Der Spiegel,‎ 7 novembre 2024 (lire en ligne, consulté le 8 novembre 2024).
12. 1 2  « Allemagne: l'opposition réclame un vote de confiance autour du chancelier Scholz dès la semaine prochaine », RFI,‎ 7 novembre 2024 (lire en ligne, consulté le 7 novembre 2024)
13. ↑  (de) « Opposition fordert sofortige Vertrauensfrage », Tagesschau,‎ 7 novembre 2024 (lire en ligne, consulté le 8 novembre 2024).
14. ↑  (en) Sarah Marsh et Andreas Rinke, « Germany faces snap election as Scholz's coalition crumbles », Reuters,‎ 7 novembre 2024 (lire en ligne, consulté le 8 novembre 2024).
15. ↑  AFP, « En Allemagne, Olaf Scholz se dit prêt à un vote de confiance avant la fin de l’année en vue d’élections anticipées », Le Monde,‎ 11 novembre 2024 (lire en ligne, consulté le 11 novembre 2024).
16. ↑  AFP, « Allemagne : les élections législatives anticipées se tiendront le 23 février », Le Figaro,‎ 12 novembre 2024 (lire en ligne, consulté le 12 novembre 2024).
17. ↑  Elsa Conesa, « En Allemagne, le Bundestag en faveur d’élections anticipées, Olaf Scholz perd le vote de confiance » , Le Monde, 16 décembre 2024 (consulté le 17 décembre 2024)
18. ↑  « En Allemagne, le président dissout le Parlement et fixe les élections législatives anticipées au 23 février », Le Monde,‎ 27 décembre 2024 (lire en ligne, consulté le 27 décembre 2024)